# San Juanico Sector Dos
San Juanico Sector Dos är en ort i Mexiko, tillhörande kommunen Acambay de Ruíz Castañeda i den västra delen av delstaten Mexiko, i den centrala delen av landet. Orten hade 542 invånare vid folkräkningen 2010.